# Sergey Aleksandrovich của Nga
Sergey Aleksandrovich của Nga (Сергей Александрович; 11 tháng 05 năm 1857 - 17 tháng 02 năm 1905) là con trai của Hoàng đế Aleksandr II của Nga. Ông là một nhân vật có ảnh hưởng trong triều đại của anh trai ông là Hoàng đế Aleksander III của Nga và cháu trai của ông Hoàng đế Nikolai II của Nga, cũng là em trai ông trong pháp luật thông qua cuộc hôn nhân với Sergei Elizabeth em gái của Hoàng hậu Alexandra.
Giữa năm 1891 và 1905, Đại vương công Sergey từng là Thống đốc Moskva. Chính sách của ông khiến ông trở thành một người chuyên quyền, bị chia rẽ và ông đã trở thành mục tiêu của Tổ chức chiến đấu SR, ông bị ám sát bởi một quả bom khủng bố tại điện Kremlin.

## Thư loại tham khảo
- Alexander, Grand Duke of Russia, Once a Grand Duke, Cassell, London, 1932.
- Chavchavadze, David, The Grand Dukes, Atlantic, 1989, ISBN 0-938311-11-5
- Cowles, Virginia, The Romanovs, Harper & Row, 1971, ISBN 0-06-010908-4
- Croft, Christina Most Beautiful Princess Hilliard & Croft 2008, ISBN 0-9559853-0-7
- King, Greg The Court of the Last Tsar, Wiley, 2006, ISBN 978-0-471-72763-7.
- King, Greg, The Last Empress, Citadel Press Book, 1994. ISBN 0-8065-1761-1
- Mager, Hugo, Elizabeth: Grand Duchess of Russia, Da Capo Press, 1999, ISBN 0-7867-0678-3
- Lincoln, W. Bruce, The Romanovs: Autocrats of All the Russias, Anchor, ISBN 0-385-27908-6.
- Marie,Grand Duchess of Russia, Education of a Princess, Viking Press, 1931; ISBN 1-4179-3316-X
- Maylunas, Andrei and Mironenko, Sergei. A Lifelong Passion: Nicholas and Alexandra Their Own Story Dukes, Doubleday, 1997, ISBN 0-385-48673-1.
- Perry, John and Pleshakov, Constantine, The Flight of the Romanovs, Basic Books, 1999, ISBN 0-465-02462-9.
- Van der Kiste, John, The Romanovs 1818–1959, Sutton Publishing, 1999, ISBN 0-7509-2275-3.
- Warwick, Christopher, Ella: Princess, Saint and Martyr, Wiley, 2007 ISBN 0-470-87063-X
- Zeepvat, Charlotte, The Camera and the Tsars, Sutton Publishing, 2004, ISBN 0-7509-3049-7.
- Zeepvat, Charlotte, Romanov Autumn, Sutton Publishing, 2000, ISBN 0-7509-2739-9